# Rodolfo Sánchez (Fußballspieler)
Rodolfo Sánchez Ceballos (* 12. November 1969 in Mexiko-Stadt) ist ein ehemaliger mexikanischer Fußballspieler auf der Position eines Verteidigers. 

## Laufbahn
Sánchez gewann in der Saison 1990/91 mit den UNAM Pumas die mexikanische Fußballmeisterschaft und ist heute als Trainer tätig.

## Erfolge
- Mexikanischer Meister: 1990/91